# Brațul Borcea (sit SPA)
Brațul Borcea este o zonă protejată (arie de protecție specială avifaunistică - SPA) situată în sud-estul României, pe teritoriile administrative ale județelor Călărași și Ialomița.

## Localizare
Aria naturală se află în extremitatea sud-estică a județului Ialomița (în Lunca Dunării) și cea nord-estică a județului Călărași, în imediata apropiere de drumul național DN3B, care leagă orașul Călărași de Fetești.

## Descriere
Zona a fost declarată Arie de Protecție Specială Avifaunistică prin Hotărârea  de Guvern nr. 1284 din 24 octombrie 2007 (privind declararea ariilor de protecție specială avifaunistică ca parte integrantă a rețelei ecologice europene Natura 2000 în România) și se întinde pe o suprafață de 13.097 hectare. Situl Brațul Borcea (începând din februarie 2013) este protejat prin Convenția Ramsar ca zonă umedă de importanță internațională .
Aria protejată (încadrată în bioregiune geografică stepică) reprezintă o zonă naturală (stepe, lacuri, râuri, mlaștini, turbării, pajiști naturale, terenuri arabile cultivate, păduri de foioase) ce asigură condiții de hrană, cuibărit și viețuire pentru mai multe specii de păsări migratoare, de pasaj sau sedentare (unele protejate prin lege).

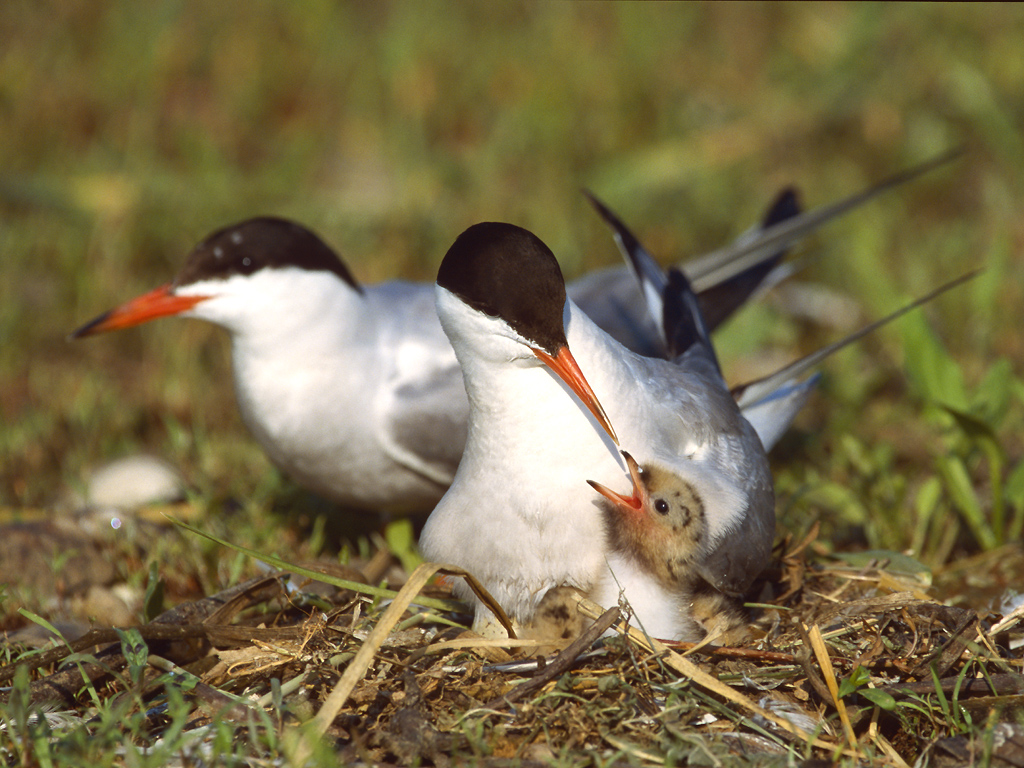
Chiră de baltă (Sterna hirundo)

În arealul sitului este semnalată prezența mai multor păsări cu specii de: uliu cu picioare scurte (Accipiter brevipes), ciocarlia de camp (Alauda arvensis), lăcarul mare (Acrocephalus arundinaceus), privighetoare-de-baltă (Acrocephalus melanopogon),  stârc cenușiu (Ardea cinerea), stârc roșu (Ardea purpurea), ciuf-de-pădure (Asio otus), barză albă (Ciconia ciconia), barză neagră (Ciconia nigra), rață mare (Anas platyrhynchos), rață cârâitoare (Anas querquedula), gârliță mare (Anser albifronhs), gâscă-cu-gât-roșu (Branta ruficollis), 
pelican comun (Pelecanus onocrotalus), gâsca cu piept roșu (Branta ruficollis), stârc de noapte (Nycticorax nyctricorax), stârc pitic (Ixobrychus minutus), erete de stuf (Circus aeruginosus), cresteț cenușiu (Porzana parva), chirighiță neagră (Chlidonias niger), chirighiță-cu-obraz-alb (Chlidonias hybridus), chiră de baltă (Sterna hirundo), pescăruș albastru (Alcedo atthis), rața roșie (Aythya nyroca), lopătar (Platalea leucorodia), egretă mică (Egretta garzetta) sau stârc galben (Ardeola ralloides).

## Căi de acces
- Drumul național DN3A pe ruta: Constanța - Cernavodă - Fetești